# Unité urbaine de Plouhinec-Audierne
L'unité urbaine de Plouhinec-Audierne est une unité urbaine située dans le département français du Finistère en région Bretagne.

## Données générales
En 2020, selon l'INSEE, l'unité urbaine de Plouhinec-Audierne est composée de deux communes.
En 2018, elle était peuplée de 7 652 habitants et avait une densité de 165 hab./km².

## Composition selon la délimitation de 2020
| Nom               | Code Insee | Statut           | Superficie (km2) | Population (dernière pop. légale) | Densité (hab./km2) |
| ----------------- | ---------- | ---------------- | ---------------- | --------------------------------- | ------------------ |
| Plouhinec (siège) | 29197      |                  | 28,05            | 3 923 (2022)                      | 140                |
| Audierne          | 29003      | commune nouvelle | 18,37            | 3 708 (2022)                      | 202                |

## Sources
1. ↑  « Unité urbaine 2020 de Plouhinec-Audierne (29210) − COG | Insee », sur www.insee.fr (consulté le 14 janvier 2021)